# Varannói járás

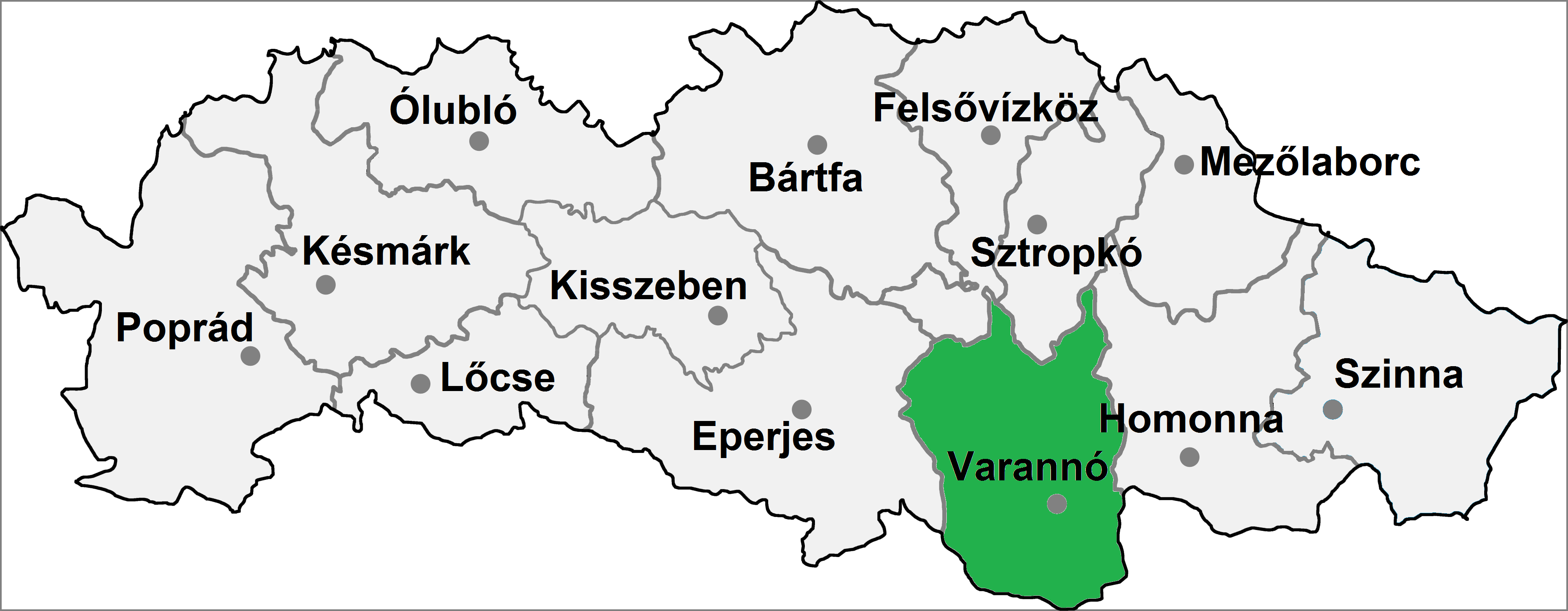
a Varannói járás

A Varannói járás (Okres Vranov nad Topľou) Szlovákia Eperjesi kerületének közigazgatási egysége. Területe 769 km², lakosainak száma 79 702 (2011), székhelye Varannó (Vranov nad Topľou). A járás területe nagyrészt az egykori Zemplén vármegye területe volt, egy kis rész, Tapolyhanusfalva környéke az egykori Sáros vármegyéhez tartozott.

## Népessége
| Év:            | 1994.  | 2004.   | 2014.   | 2024.   |
| -------------- | ------ | ------- | ------- | ------- |
| Emberek száma: | 73 492 | 77 591  | 80 508  | 79 395  |
| Eltérés:       |        | +5,57 % | +3,75 % | -1,38 % |

| Év:            | 2023.  | 2024.   |
| -------------- | ------ | ------- |
| Emberek száma: | 79 295 | 79 395  |
| Eltérés:       |        | +0,12 % |

## A Varannói járás települései
- Agyagospatak (Hlinné)
- Alsógyertyán (Nižný Hrabovec)
- Alsókomaróc (Komárany)
- Alsóköcsény (Kučín)
- Alsókörtvélyes (Nižný Hrušov)
- Alsónyírjes (Slovenská Kajňa)
- Aranyospatak (Zlatník)
- Bábafalva (Babie)
- Balázsi (Vlača)
- Bányapataka (Banské)
- Benkőfalva (Benkovce)
- Csábóc (Cabov)
- Csáklyó (Čaklov)
- Csicsóka (Čičava)
- Dávidvágása (Davidov)
- Detre (Detrík)
- Ércfalva (Rudlov)
- Felsőfeketepatak (Čierne nad Topľou)
- Felsőkázmér (Vyšný Kazimír)
- Felsőmihályi (Michalok)
- Gerlefalva (Girovce)
- Giglóc (Giglovce)
- Gyapár (Ďapalovce)
- Györgyös (Ďurďoš)
- Hencfalva (Hencovce)
- Holcsík (Holčíkovce)
- Istvántelke (Štefanovce)
- Jeszenőc (Jasenovce)
- Józsefvölgy (Juskova Voľa)
- Kapipálvágása (Pavlovce)
- Kelcse (Nová Kelča)
- Királyhegy (Piskorovce)
- Kisdomása (Malá Domaša)
- Kisszabados (Ruská Voľa)
- Klazány (Kladzany)
- Kolcsmező (Dlhé Klčovo)
- Kővágó (Kamenná Poruba)
- Lőrincvágása (Vavrinec)
- Majoros (Majerovce)
- Máriakút (Rafajovce)
- Mátyáska (Matiaška)
- Merészpatak (Merník)
- Magyarkrucsó (Nižný Kručov)
- Nagykőpatak (Kvakovce)
- Opálhegy (Zámutov)
- Petkes (Petkovce)
- Pósa (Poša)
- Porszács (Prosačov)
- Remenye (Remeniny)
- Sártó (Petrovce)
- Sókút (Soľ)
- Szacsúr (Sačurov)
- Szécsmező (Sečovská Polianka)
- Tapolybánya (Jastrabie nad Topľou)
- Tapolybeszterce (Bystré)
- Tapolyhanusfalva (Hanušovce nad Topľou)
- Tapolyhermány (Hermanovce nad Topľou)
- Tapolyizsép (Vyšný Žipov)
- Tapolymeggyes (Medzianky)
- Tapolymogyorós (Skrabské)
- Tapolyradvány (Radvanovce)
- Tavarna (Tovarné)
- Tavarnamező (Tovarnianska Polianka)
- Telekháza (Sedliská)
- Újszomotor (Žalobín)
- Varannó (Vranov nad Topľou)
- Vehéc (Vechec)
- Zemplénmátyás (Ondavské Matiašovce)